# Asura eos
Asura eos là một loài bướm đêm thuộc phân họ Arctiinae, họ Erebidae.